# Świece kadzidłowe

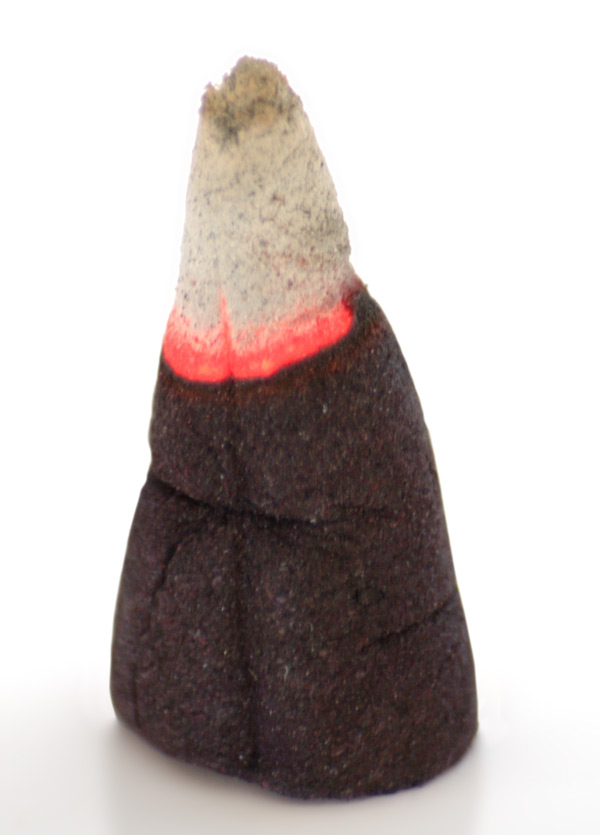
Płonące räucherkerzchen

Świece kadzidłowe, także stożki kadzidłowe – czasami (z niemiecka) zwane Räucherkegel albo Räucherkerzchen, to zapachowe kadzidełka palone w okresie Bożego Narodzenia.
Świece kadzidłowe pochodzą z liturgii katolickiej. Już ok. 1750 poświadczone jest ich wytwarzanie w Crottendorf w Rudawach. Dopiero po wprowadzeniu nowych zwyczajów bożonarodzeniowych w połowie XIX w. i pierwszych räuchermannów rozprzestrzeniły się one na całe Rudawy.
Kadzidełka są wytwarzane z żywicy, mąki ziemniaczanej, drewna sandałowego i mąki bukowej. Ze zmielonych i zmieszanych substancji tworzących wilgotną masę powstaje kadzidełko o stożkowatym kształcie. Później kadzidełka są suszone i pakowane.
Produkcja odbywa się głównie w trzech saskich miejscowościach: Neudorf (pod nazwą "Huss-Original Neudorfer Räucherkerzen"), Crottendorf (pod nazwą "Original Crottendorfer Räucherkerzchen") i Mohorn-Grund (pod nazwą "KNOX").
Oprócz zapachów bożonarodzeniowych (kadzidło, jodła) są również wytwarzane zapachy kwiatowe sprzedawane w innych porach roku.